# شاخه‌داران
شاخه‌داران(نام علمی: Cladophoraceae) نام یک تیره از راسته شاخه‌دارسانان است.